# Toxabramis swinhonis
Toxabramis swinhonis es una especie de peces de la familia Cyprinidae en el orden de los Cypriniformes.

## Hábitat
Es un pez de agua dulce.

## Distribución geográfica
Se encuentra en los ríos Yangtsé y  Amarillo (China).